# Flugzeugschlepp

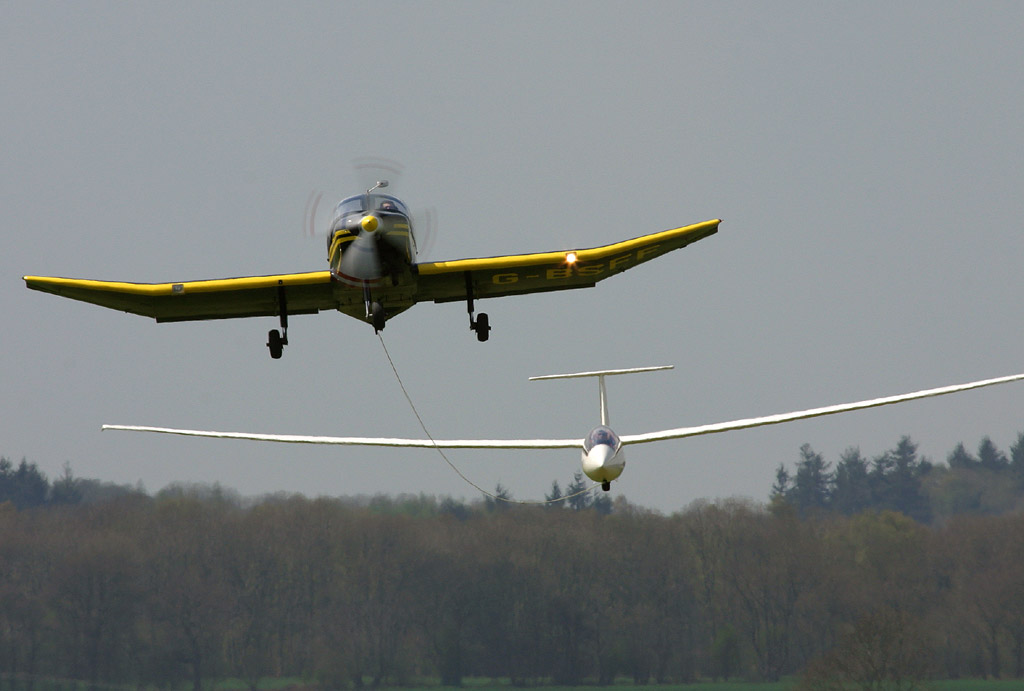
Flugzeugschlepp eines Segelflugzeuges

Beim Flugzeugschlepp oder kurz F-Schlepp hängt man ein Segelflugzeug mittels eines 30 bis 60 Meter langen Schleppseiles an ein ausreichend starkes Schleppflugzeug an. Außer „normalen“ Motorflugzeugen können auch dafür zugelassene Ultraleichtflugzeuge oder ausreichend starke Motorsegler als Schleppflugzeuge verwendet werden.
Der Schlepppilot bringt das Segelflugzeug nach Möglichkeit in einen Aufwind, wo es ohne Motorhilfe weiter steigen kann.
Nicht nur Segelflugzeuge, sondern auch Lasten wie ein Werbeschleppbanner oder ein Ziel für Schießübungen können mit einem Flugzeug geschleppt werden.

## Geschichte

### Die Anfänge
Der erste erfolgreiche, mit Fotos, Filmen und Zeitungs- bzw. Magazinartikeln dokumentierte Flugzeugschlepp fand am 1. und 2. Oktober 1922 auf Manhasset Bay, Long Island, NY statt. Glenn Hammond Curtiss und sein Team konnten mit einer Curtiss Seagull einen Wassergleiter in die Luft ziehen. Nach dem Ausklinken landete der Gleiter wieder auf dem Wasser.

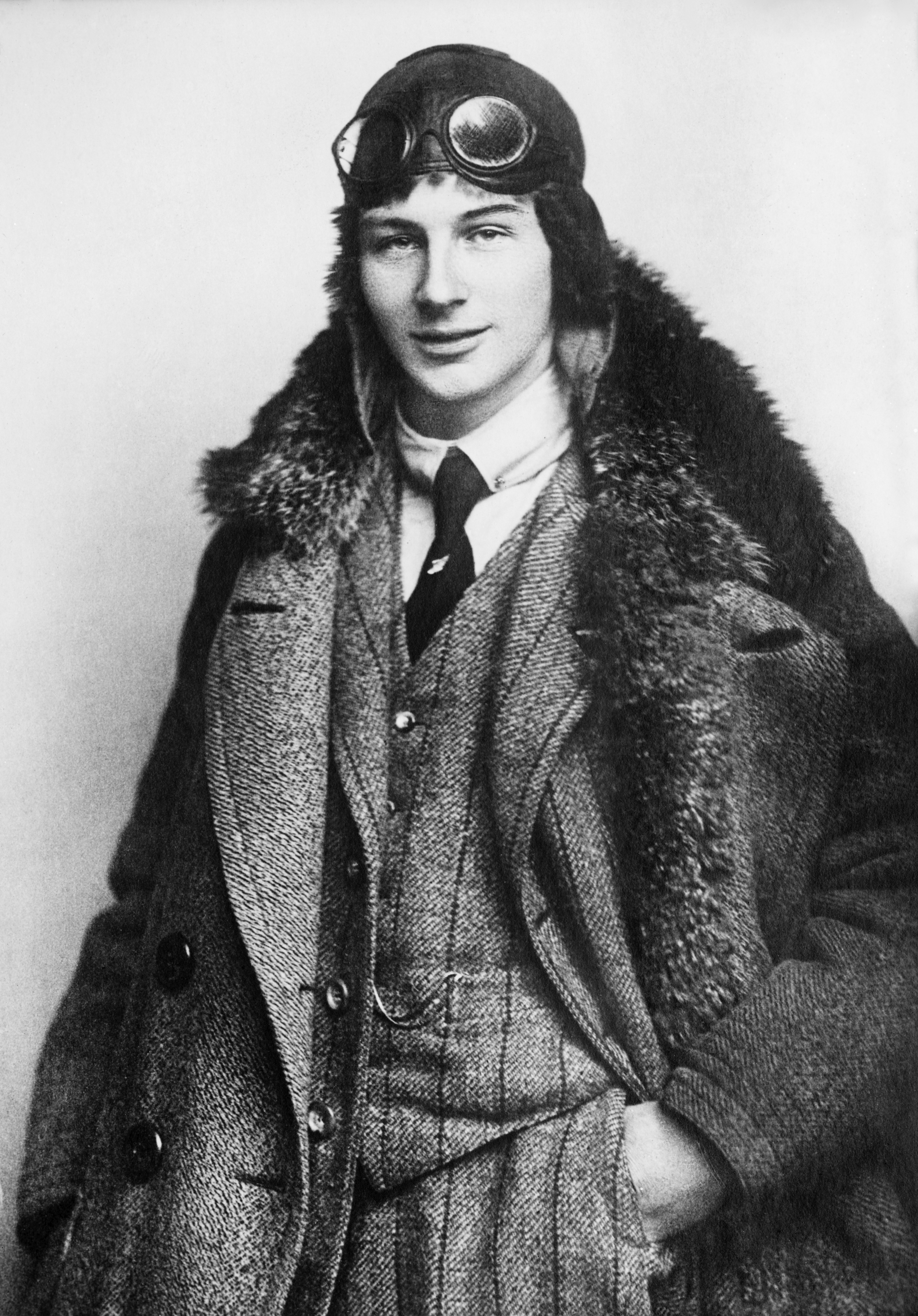
Anton Fokker ließ sich die Idee des Flugzeugschlepps 1912 patentieren.

Erste Überlegungen, Gleitflugzeuge durch ein Motorflugzeug in die Luft zu bringen, stellte der Niederländer Anton Fokker bereits 1912 an. Er ließ sich die Idee unter dem Titel Schleppen eines Gleiters v. Lilienthal mittels Motorflugzeug patentieren, deren praktische Umsetzung scheiterte jedoch zunächst am Ausbruch des Ersten Weltkrieges. Leider wurden bis jetzt noch keine entsprechenden offizielle Dokumente gefunden. 1926 gab Fokker dem deutschen Flugpionier Antonius Raab die Zustimmung, sein amerikanisches Patent bei öffentlichen Vorführungen zu verwenden.
Der dritte Flugzeugschlepp wurde von den Mitarbeitern Gerhard Fieseler, Fluglehrer, und Paul John Hall, Oberingenieur, der Raab-Katzenstein-Flugzeugwerke GmbH auf dem Flugplatz Kassel-Waldau vorbereitet. Nach Ideen von Fieseler baute Hall im Frühjahr 1927 die benötigten Seilkupplungen. Am Samstag, dem 12. März 1927 wiesen dann Fieseler als Pilot des Zugflugzeugs RK 6 „Kranich“ (Luftfahrzeugkennzeichen D-975) und Gottlob Espenlaub als Pilot seiner geschleppten „E 8“ zunächst mit geringen Schlepphöhen „von über zehn Metern“ nach, dass Schleppflug möglich ist.
Der nächste erfolgreiche und mit Bild dokumentierte Flugzeugschlepp wird auf den 13. April 1927 datiert, fand auf dem Flugplatz Kassel-Waldau statt und zeigt als „Schlepperflugzeug“ eine RK 6 „Kranich“, geflogen von Kurt Katzenstein und als „Flugzeuganhänger“ eine RK 7 „Schmetterling“, geflogen von Raab. Wenige Tage später, anlässlich des „Großflugtags“ am 18. April 1927 in Kassel-Waldau, wurde der Flugzeugschlepp vor Publikum von Fieseler und Katzenstein vorgeführt.
Über die daran beteiligten Personen existieren divergierende Aussagen: Nennt Beckmanns Sport Lexikon von 1933 noch Gottlob Espenlaub und Raab als Segelflug- bzw. Schlepppilot, ist im Handbuch des Segelfliegens von 1938 Gerhard Fieseler als Schlepper angegeben. Antonius Raab selbst macht in seiner Autobiographie von 1984 die Propaganda des Nazi-Regimes dafür verantwortlich, durch die dem Regime „nicht genehme“ Personen wie sein jüdischer Partner Kurt Katzenstein und aus politischen Gründen auch er selbst in der Geschichtsschreibung bewusst durch „genehmere“ ersetzt wurden. In Wahrheit habe er selbst in seiner Funktion als Leiter der Raab-Katzenstein-Flugzeugwerke GmbH im Februar 1927 beschlossen, Fokkers Idee in die Tat umzusetzen. Da die Firma selbst kein Segelflugzeug besaß, mieteten sie Gottlob Espenlaubs Maschine. Bei einem ersten, erfolglosen Anlauf habe in der Tat Gerhard Fieseler im Kranich versucht, den Segler mit Gottlob Espenlaub am Steuer zu schleppen. Dabei sei an dem von Espenlaub gebauten Gleiter bereits beim Anschleppen „die Kielflosse und das Seitensteuer mit lautem Krach“ herausgerissen worden, da dieser nicht für derartige Belastungen konstruiert worden sei. Bei dem ersten erfolgreichen Versuch hingegen – laut Raab am 15. März 1927 – habe Antonius Raab den eigens dafür konstruierten Gleiter Schmetterling gesteuert, während er von Kurt Katzenstein im Kranich geschleppt wurde.

### Entwicklung und Etablierung in den 1930er Jahren
In den folgenden Jahren wurde die neue Technik zunächst nur von Raab-Katzenstein als besondere Attraktion auf Flugtagen praktiziert. Im April 1930 ließ sich der Amerikaner Frank Hawks von San Diego nach New York schleppen – eine Strecke von über 4000 km. Ein Telefonkabel war ein Teil des Schleppseils, um eine Kommunikation zwischen den Piloten möglich zu machen. Als alternative Startmethode für Segelflugzeuge hatte sich der Flugzeugschlepp zu diesem Zeitpunkt allerdings noch nicht durchsetzen können.
Erst durch Weiterentwicklungen der Rhön-Rossitten-Gesellschaft und ausgiebige Tests durch Günther Groenhoff in Zusammenarbeit mit Peter Riedel als Schlepppilot gewann die Methode an Bedeutung. Noch im Herbst 1931 wurde der erste „Schleppflugkursus“ im hessischen Griesheim durchgeführt und spätestens ab 1938 hatte sich der Flugzeugschlepp endgültig etabliert.
Da für Segelflugzeuge geeignete Funkgeräte damals kaum erhältlich waren, wurden zur Kommunikation zwischen Schlepp- und Segelflugpilot zunächst einfache Winksignale verwendet. So konnte der Schlepper einem Flugschüler zu verstehen geben, dass er den Steuerknüppel ziehen oder drücken müsse, oder dass der Schleppzug in einen Aufwind eingeflogen war und der Segelflieger nun das Schleppseil ausklinken und einkreisen solle. Später entwickelte man das sog. Schlepptelefon: Dazu wurde in das Schleppseil ein Telefonkabel eingeflochten und die Fliegerhauben mit Kopfhörer und Mikrophon ausgestattet. Mit der Entwicklung geeigneter Funkgeräte wurde diese Technik allerdings obsolet.
Ungewöhnliche Entwicklungen dieser Zeit sind der Schlepp von Lastenseglern mit besonders kurzen Seilen (Kurzschlepp, bis zu 1 m) sowie mit starren Stangen (Starrschlepp), um den Blindflug zu erleichtern. Hierbei war das Flugverhalten im Starrschlepp deutlich stabiler. Ebenfalls wurden in Deutschland und der Sowjetunion Segelflugzeuge oder unbemannte fliegende Anhänger entwickelt, woraus Treibstoffvorräte für die Schleppmaschine während des Fluges abgenommen werden konnten.

### Jüngere Entwicklungen

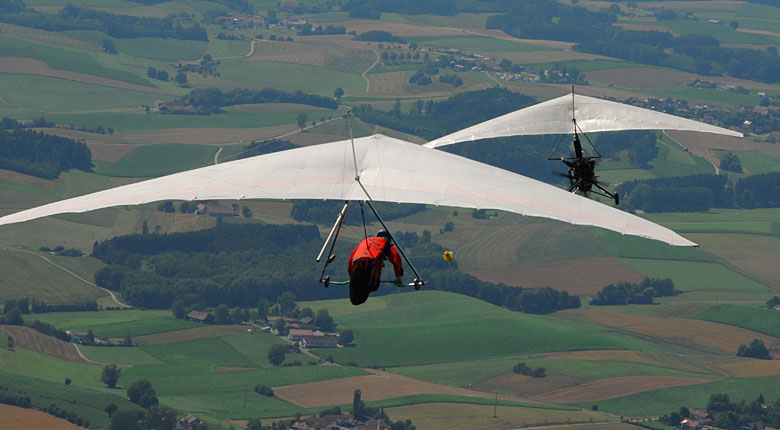
Schlepp eines Hängegleiters mit einem Trike

Seit 1976 werden in Deutschland Hängegleiter durch Ultraleichtflugzeuge geschleppt. Bei dieser als UL-Schlepp bezeichneten Methode werden vorzugsweise gewichtskraftgesteuerte ULs (Trikes) verwendet, die in ihren Flugeigenschaften den Hängegleitern relativ ähnlich sind.
Der wahrscheinlich erste Segelflugzeugschlepp durch einen Motorsegler fand Anfang der 1980er Jahre in Österreich statt. Die dazu verwendete HB-21/2400 wurde dort um 1983 als Schleppflugzeug zugelassen. Systematische Versuche zum Schleppverhalten von Reisemotorseglern wurden Mitte der 1990er Jahre von der Deutschen Alpensegelflugschule Unterwössen durchgeführt. Der dazu verwendete Samburo wurde 1998 als erster Motorsegler in Deutschland offiziell zum Flugzeugschlepp zugelassen. Wenig später begann man, auch aerodynamisch gesteuerte Ultraleichtflugzeuge als Schleppmaschine für Segelflugzeuge zu nutzen. Die zusätzlichen Anforderungen, die ein Ultraleichtflugzeug dazu in Deutschland erfüllen muss, wurden 2001 in den Nachrichten für Luftfahrer veröffentlicht.

## Schlepp von Segelflugzeugen

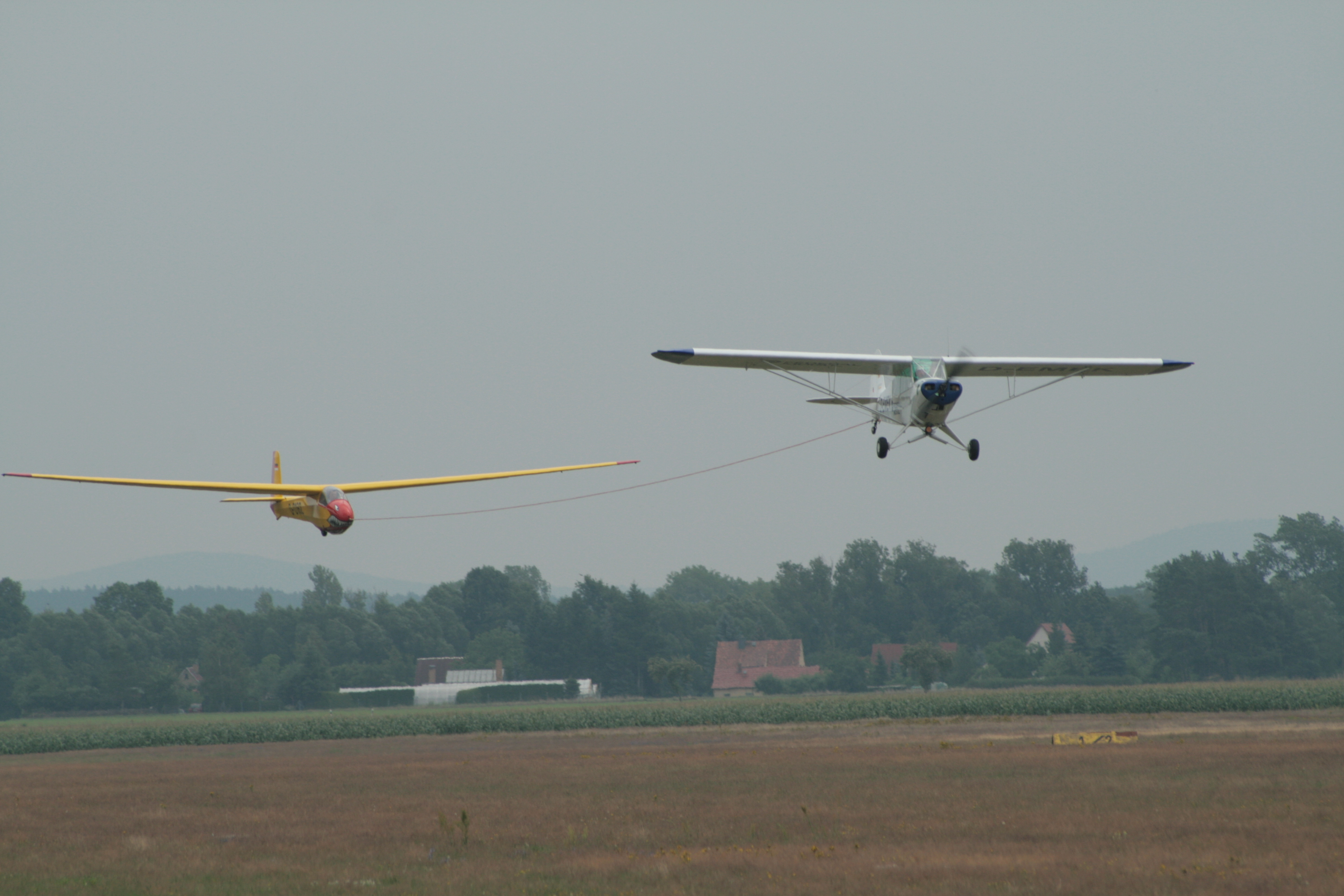
F-Schlepp einer Schleicher K 8 hinter einer Piper PA-18

Vorflugcheck: Meist klinkt ein Helfer das Schleppseil mit dem dafür vorgesehenen Metallring am Seilende in die Motorflugzeugschleppkupplung ein, die sich meist am Ende oder unter dem Rumpf des Motorflugzeuges befindet. Bei manchen Schleppflugzeugen kann das Seil auch eingezogen werden und wird dann vor dem Start durch den Helfer ausgezogen. Sobald der Segelflugzeugführer seine Startbereitschaft kenntlich gemacht hat („Daumen nach oben“), klinkt der Helfer das Schleppseil auch am Segelflugzeug ein. Es ist darauf zu achten, dass aus Stabilitätsgründen das Schleppseil nirgends verknotet ist. Lediglich am Übergang vom Seil zu den beiden einklinkbaren Metallringen ist mit einer speziellen Technik ein strukturschonender Knoten möglich, eine andere Verbindemöglichkeit ist das Verflechten des Seils mit dem Metallring (Spleiß), was auch ohne nennenswerten Zugfestigkeitsverlust möglich ist.

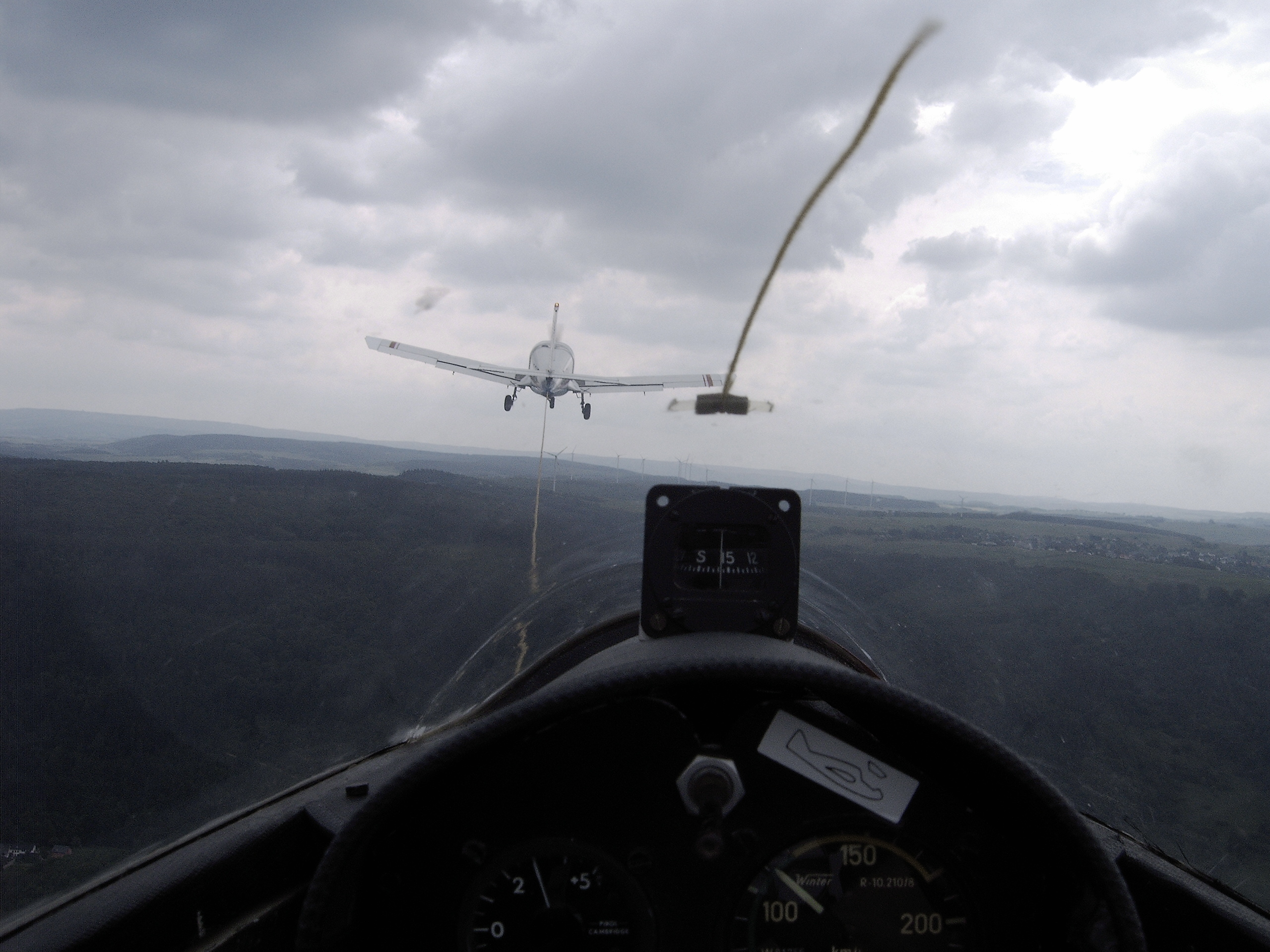
F-Schlepp einer Elfe 17a hinter einer Morane aus Sicht des Segelflugpiloten

Startverfahren: Ein Helfer hält, nachdem er das Seil an beiden Maschinen wie oben beschrieben eingeklinkt hat, die Flächen des Segelflugzeuges waagerecht. Gibt der Flugzeugführer des Segelflugzeugs über Funk die Bereitschaft zum Start durch „Seil straffen!“, bestätigt dies der Motorflugpilot im Schleppflugzeug z. B. durch „ziehe Seil straff“. Dabei rollt die Schleppmaschine langsam vor. Üblicherweise folgt dann vom Segelflieger das Funkkommando „Seil straff, Start!“, worauf der Schlepppilot das Schleppflugzeug zum Start beschleunigt. Das Segelflugzeug hebt normalerweise zuerst ab und signalisiert das dem Schlepppiloten über Funk durch das Kommando „Frei“. Vereinzelt werden die Kommandos auch noch durch Handzeichen signalisiert. Dabei signalisiert der Helfer an der Fläche mit Handzeichen, wann das Seil gestrafft ist. Beim Beschleunigen auf der Piste läuft der Helfer solange mit, bis das Segelflugzeug auch ohne seine Hilfe die Flächen horizontal halten kann, also genügend Winddruck auf den Querrudern hat. Wichtig für den Piloten im Motorflugzeug ist, das schlaffe Schleppseil nicht mit voller Fahrt straff zu ziehen, da die Elastizität des Schleppseiles bewirken würde, dass sich das Schleppseil ruckartig anspannt und entspannt und so Lastspitzen in die Flugzeugstruktur einleiten würde oder die Sollbruchstelle reißt.

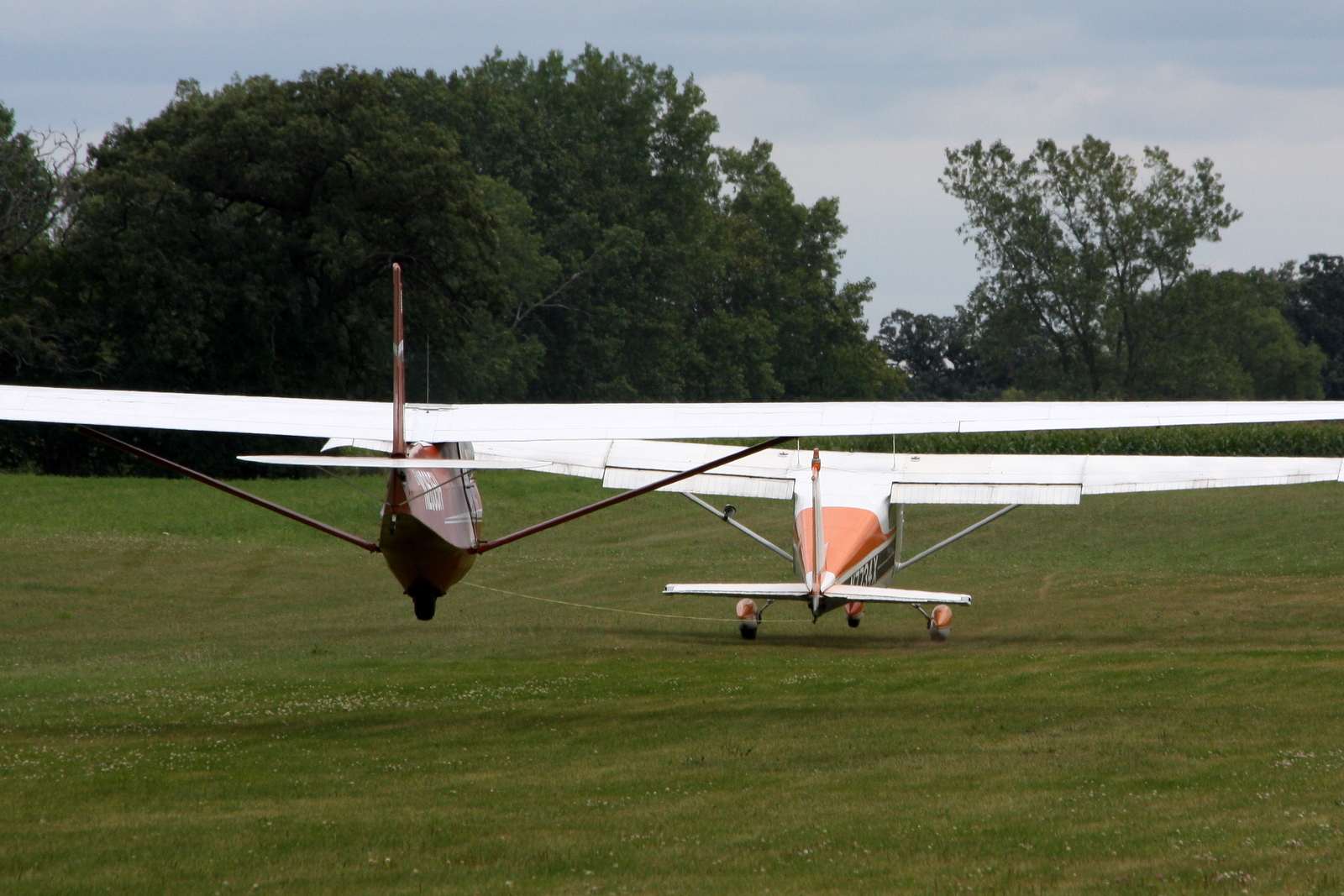
Das Segelflugzeug hebt zuerst ab …

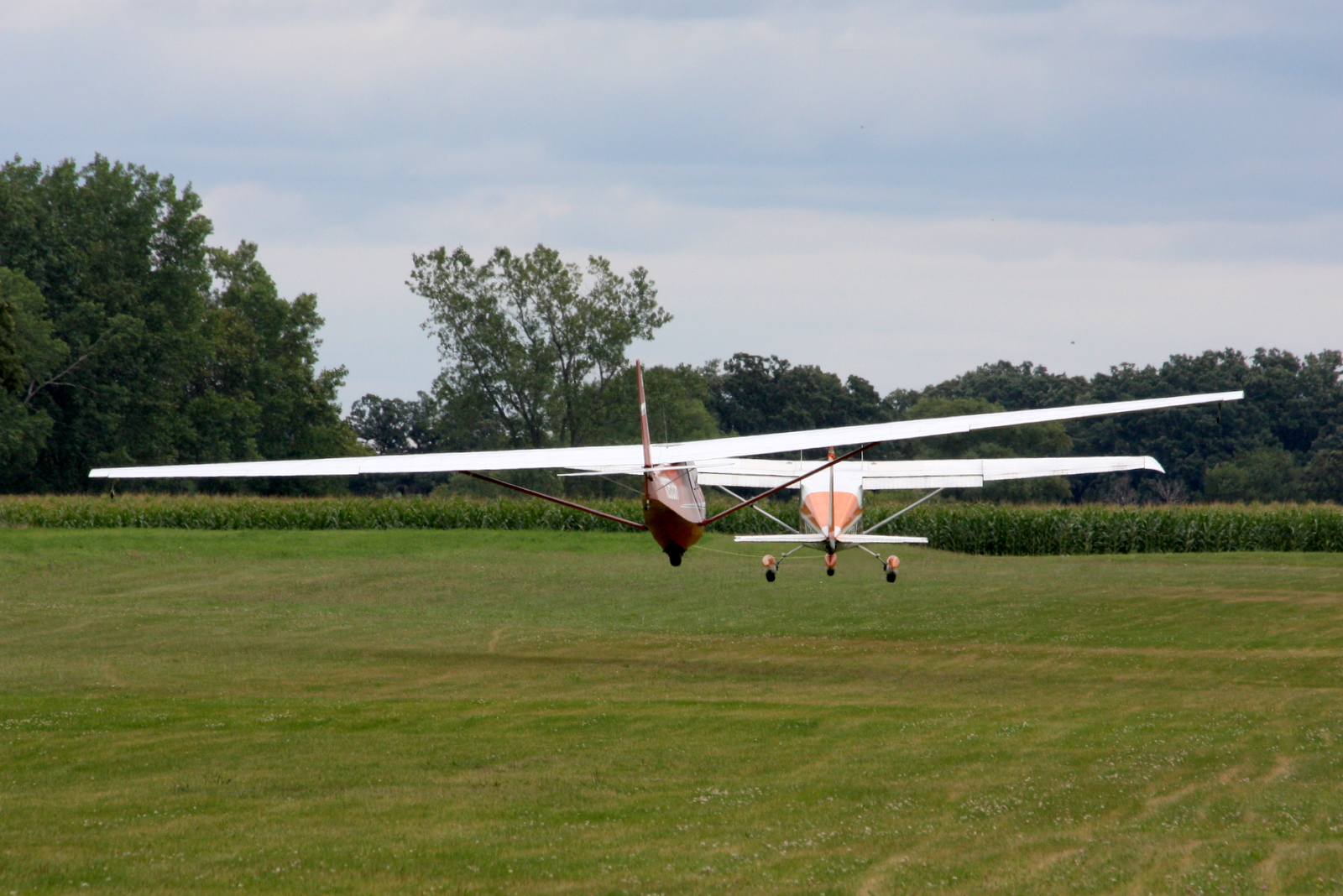
… danach das Schleppflugzeug

Beim Start hebt das Segelflugzeug zuerst ab, da es aufgrund seiner Aerodynamik bereits bei deutlich geringeren Geschwindigkeiten flugfähig ist als die Schleppmaschine. Solange die Schleppmaschine noch nicht abgehoben hat, gilt es, das Segelflugzeug flach am Boden zu halten (ca. 30 bis 50 cm), um das Heck des Schleppflugzeuges mit dem Schleppseil nicht hochzuziehen und somit das Abheben des Schleppflugzeuges zu verhindern oder sogar einen Unfall herbeizuführen.
Bei einer Geschwindigkeit von ca. 100 km/h hebt auch das Schleppflugzeug ab. Nun hat der Segelflugpilot dem Schleppflugzeug exakt zu folgen.
Im Geradeausflug fliegt der Segelflugpilot so, dass das Fahrwerk des Schleppflugzeuges sich aus seiner Sicht auf der Horizontlinie befindet bzw. bei Tiefdeckern das Höhenruder die Tragfläche des Schleppflugzeuges halbiert. Im Kurvenflug steuert der Segelflugpilot auf die kurvenäußere Fläche der Schleppmaschine, bei etwas geringerer Querneigung.
In der Ausbildung wird der sogenannte Kastenflug trainiert. Dabei soll der Schüler lernen, seinen Flug im Schleppzug zu kontrollieren. Der Schüler soll zunächst seitlich zum Schleppflugzeug fliegen, dann absinken, unter dem Propellerstrahl des Schleppflugzeuges zur anderen Seite fliegen und wieder in Normalfluglage steuern. Der Flugweg sollte dabei ein Rechteck hinter der Schleppmaschine beschreiben.
Startabbruch: Auf Grund der zahlreichen Faktoren des Systems Schleppflugzeug/geschlepptes Flugzeug ist eine Startstreckenberechnung (auch wegen meist nicht vorhandener erflogener Leistungsdaten) schwierig. Ein übliches Verfahren ist, aus Sicherheitsgründen auszuklinken, wenn das Schleppgespann nach 70 % der zur Verfügung stehenden Pistenlänge noch nicht in der Luft ist.
Sobald der Segelflugzeugführer das Schleppseil ausgeklinkt hat, dreht das Segelflugzeug nach rechts und das Motorflugzeug nach links, um Zusammenstöße zu vermeiden. Nachdem sich der Schlepppilot davon überzeugt hat, dass das Segelflugzeug tatsächlich nicht mehr am Seil hängt (z. B. durch einen Funkspruch des Segelpiloten oder durch Kontrolle per Rückspiegel), fliegt er das Flugzeug in steilem Sinkflug zum Flugplatz zurück, um die Flugzeit kurz und so die Schleppkosten niedrig zu halten. Dabei ist bei luftgekühlten Flugmotoren die Temperatur intensiv zu überwachen. Da im Segelflugschlepp eine Sinkphase unmittelbar auf eine Vollgasphase mit niedriger Luftgeschwindigkeit folgt (für einen „normalen“ Flug ungewöhnlich), kann dies ein Shock Cooling mit kostspieligem Motorschaden zur Folge haben.

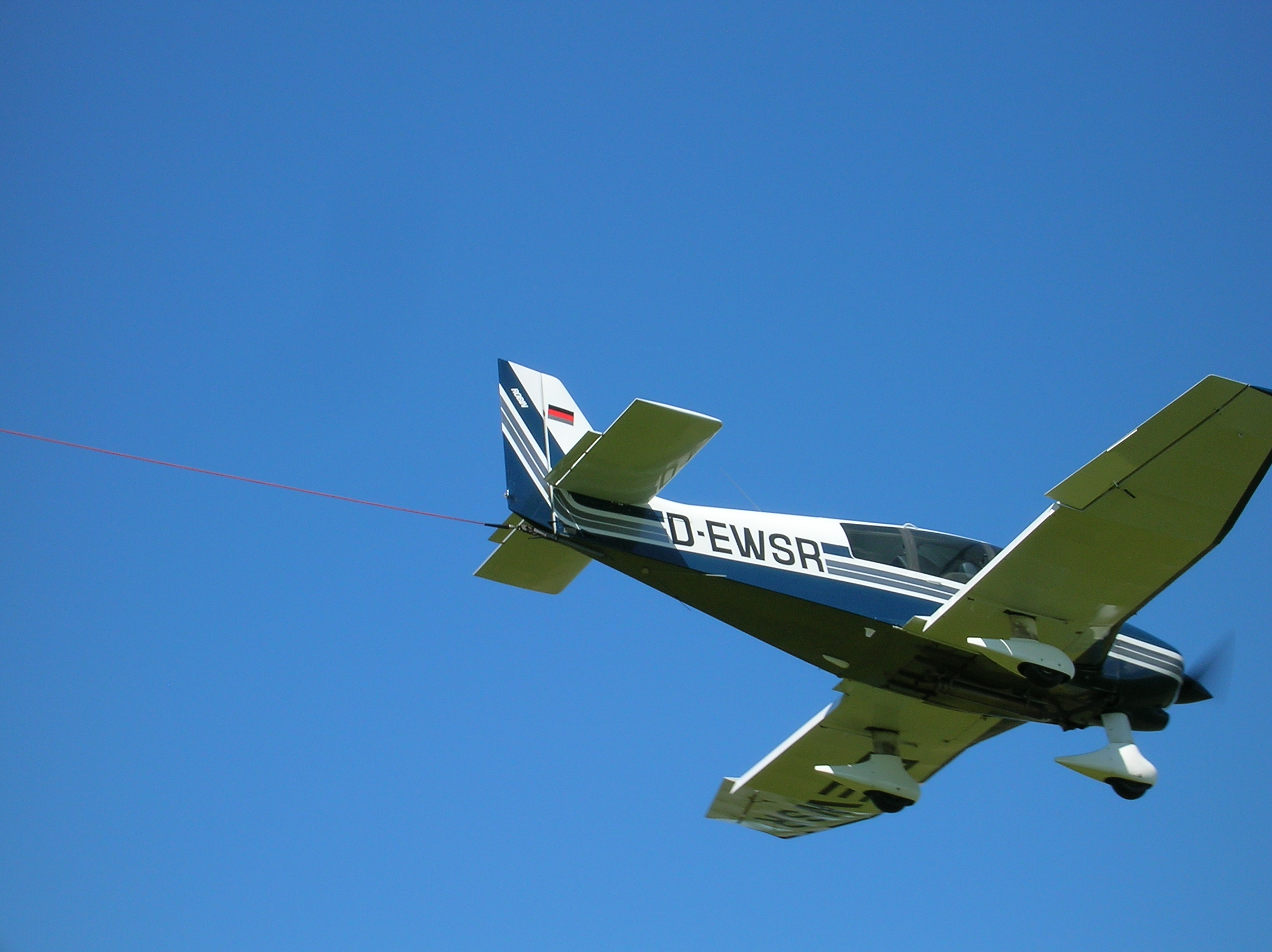
Robin DR 400 beim Abwurf des Schleppseils

Sofern der betroffene Segelflugverein/die betroffene Segelflugschule nicht einem anderen Verfahren zugestimmt hat, wird das Schleppseil, welches nach dem Ausklinken nur noch am Motorflieger hängt, kurz vor der Schwelle ausgeklinkt. Bei nicht ausreichender Landebahnlänge dreht der Motorpilot noch eine Platzrunde ohne Seil und landet danach konventionell. Bei guten STOL-Eigenschaften (short take off and landing) des Schleppers ist auch eine Landung sofort nach Seilabwurf denkbar. Andere Schleppflugzeuge sind mit einer Seileinzugsvorrichtung ausgestattet, mit der das Schleppseil nach dem Ausklinken in den Rumpf eingezogen wird, so dass sich ein Seilabwurf erübrigt. Ist die Ausklink- oder Seileinholfunktion beim Schleppflugzeug defekt, so muss es mit dem noch eingeklinkten Seil landen. Dabei muss der Schlepppilot darauf achten, dass er mit dem Schleppseil keine am Boden stehenden Flugzeuge bzw. Fahrzeuge beschädigt oder Menschen verletzt.
Flugzeugschlepp aus Sicht des Segelfliegers: Die bereits im obigen Absatz erwähnte Elastizität des Schleppseils kann – insbesondere bei ungeübten Segelpiloten – dazu führen, dass das Segelflugzeug wie an einem Bungee-Seil hängt und so periodisch das vorausfliegende Flugzeug durch Seilstraffen bremst, wonach das Seil wieder in der Luft durchhängt usw. Um das zu vermeiden, wird in der Einweisungsphase für den Segelflugpiloten der Kastenschlepp geübt.

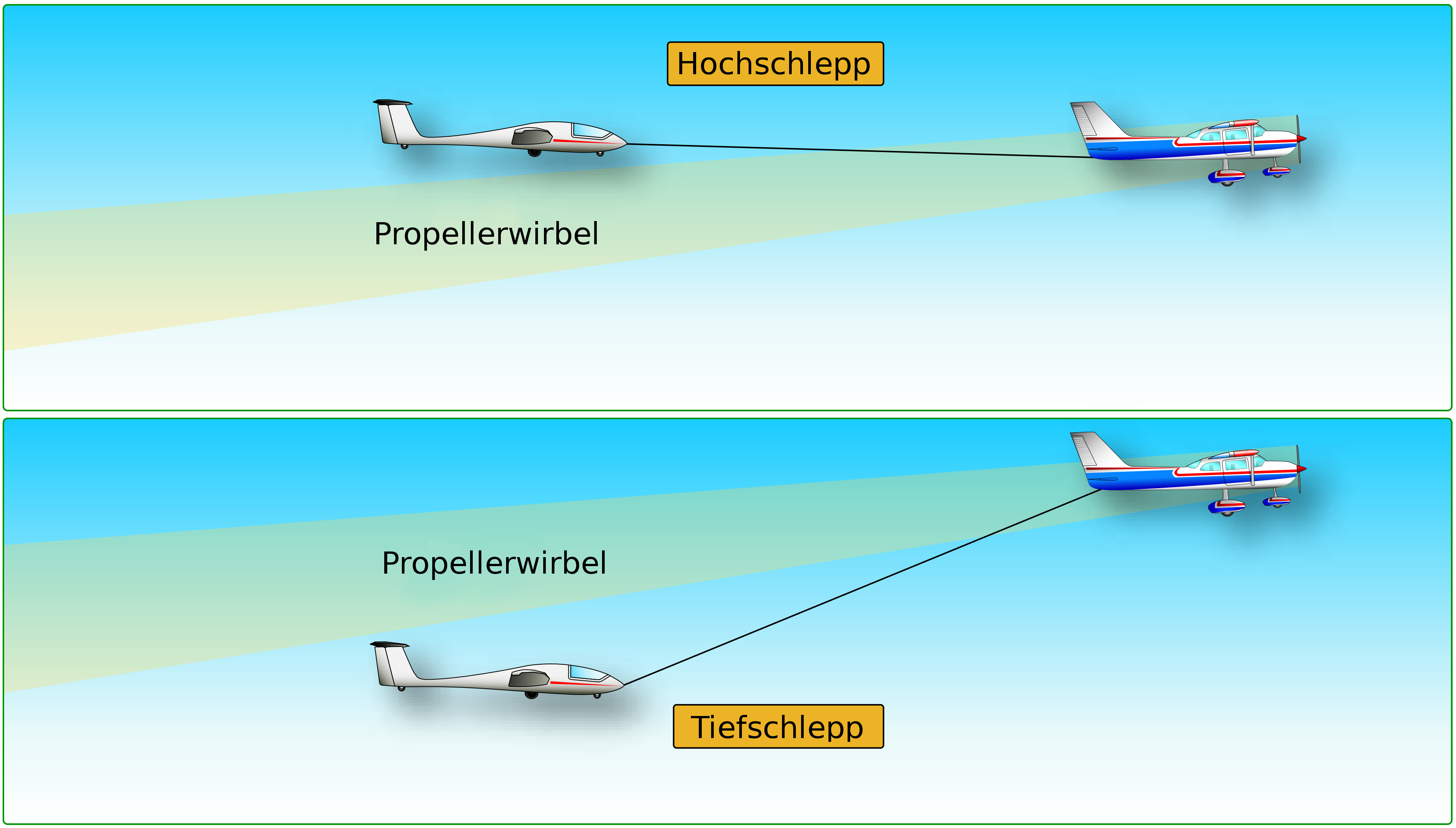
Position des Segelflugzeugs bei Hoch- und Tiefschlepp

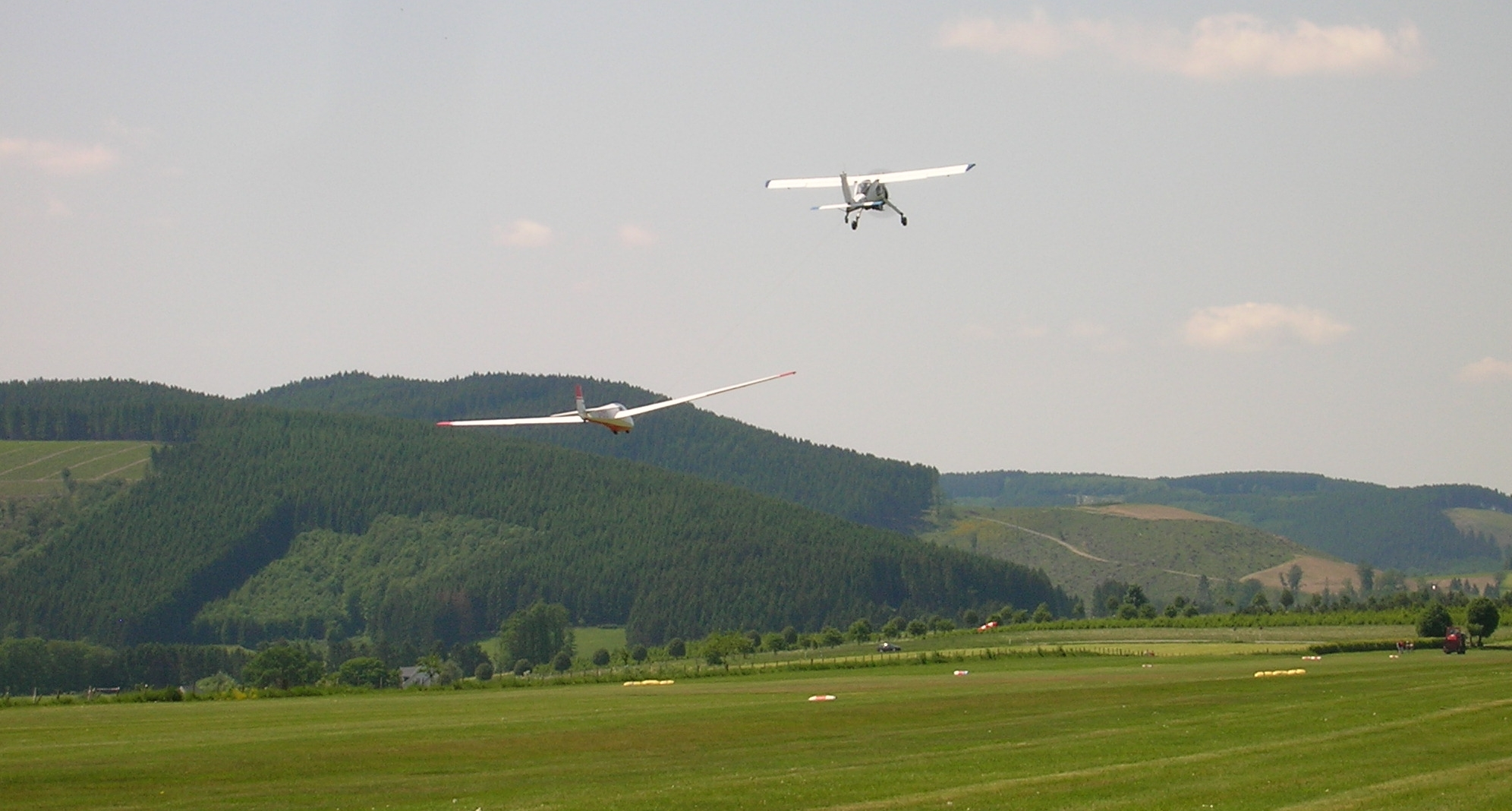
Tiefschlepp mit Wilga und ASK 13

Flugfehler beim Flugzeugschlepp können vor allem für das Motorflugzeug gefährlich werden. Übersteigt das Segelflugzeug die Schleppmaschine, zieht es das Heck des Motorflugzeugs in die Höhe und zwingt ihm so einen Sinkflug auf. Der Abtrieb des Motorflugzeug-Höhenleitwerks kann den Auftrieb der sehr viel größeren Segelflugzeug-Tragflächen nicht überwinden. In geringer Flughöhe kann dann nur ein sofortiges Ausklinken des Schleppseils einen Unfall verhindern. Sinkt das Segelflugzeug unter die Schleppmaschine, kann es in den stark turbulenten Propellerwind des vorausfliegenden Motorflugzeugs geraten. Dies sollte ebenso vermieden werden, da Steuerbewegungen des Segelflugzeuges – gerade bei sehr kurzen Schleppseilen – diese Kräfte nicht sofort ausgleichen können und der Drall des Luftstromes erhöhtes Gegenhalten um die Längsachse erfordert. Einige Piloten hingegen bevorzugen den Tiefschlepp, bei dem das Segelflugzeug bewusst sehr tief hinter der Schleppmaschine fliegt, um unterhalb der Propellerwirbel zu bleiben. Diese Art des Schlepps ist nach LuftPersV auch Teil der F-Schlepp-Ausbildung.
Der schleppende Motorpilot hat beim Schlepp insbesondere die Geschwindigkeit, die Tempoänderung und die Rollrate/Gierrate seines Motorflugzeuges zu überwachen. Eine zu niedrige Geschwindigkeit kann ihn nahe an den Stall bringen, eine zu hohe Geschwindigkeit kann zu gefährlichem Flattern am Segler führen, eine schnelle Tempoabnahme des Motorflugzeuges kann ein Notausklinken des hinterherfliegenden Segelflugzeugs nötig machen, da dieses durch seine vergleichsweise hervorragende Aerodynamik „aufläuft“ und nicht über ausreichend wirksame Bremseinrichtungen verfügt; durch sehr schnelles Rollen/Gieren des Motorfliegers kann der Segelflugpilot evtl. dem Kurven des vorausfliegenden Schleppers nicht mehr folgen, insbesondere Segelflug-Anfänger sind hier überfordert.
Selten folgen Schlepppiloten festgelegten F-Schlepp-Routen (auch Volten oder F-Schlepp-Platzrunden genannt), sondern fliegen bei jedem Schlepp eine etwas andere Strecke in Richtung bester Thermik, um den Lärm für die Flugplatzanwohner am Boden – insbesondere an thermisch guten Tagen, an denen viel geflogen wird – bestmöglich zu verteilen.

### Doppelschlepp

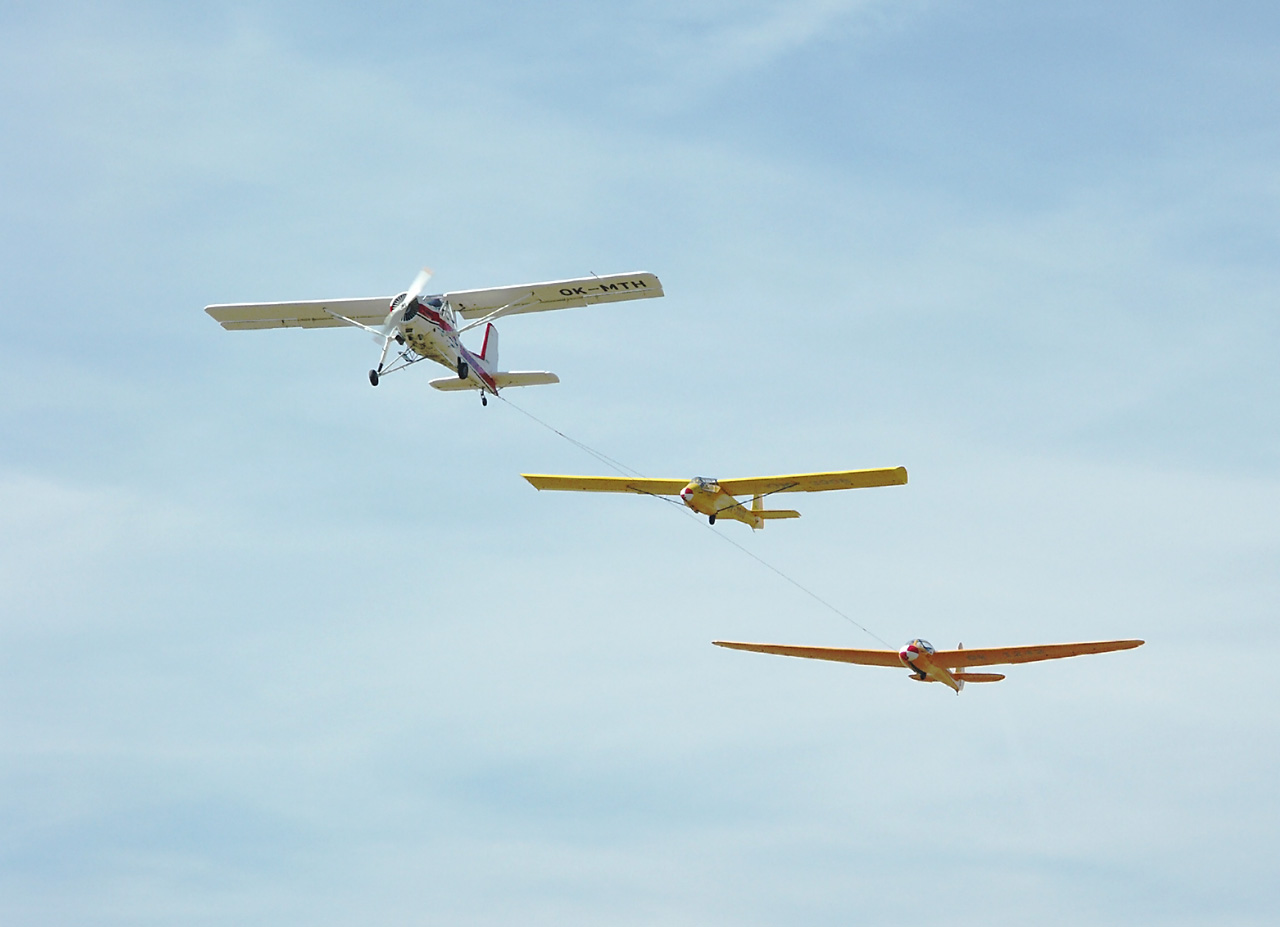
Doppelschlepp zweier Segelflugzeuge hinter einer Aero L-60

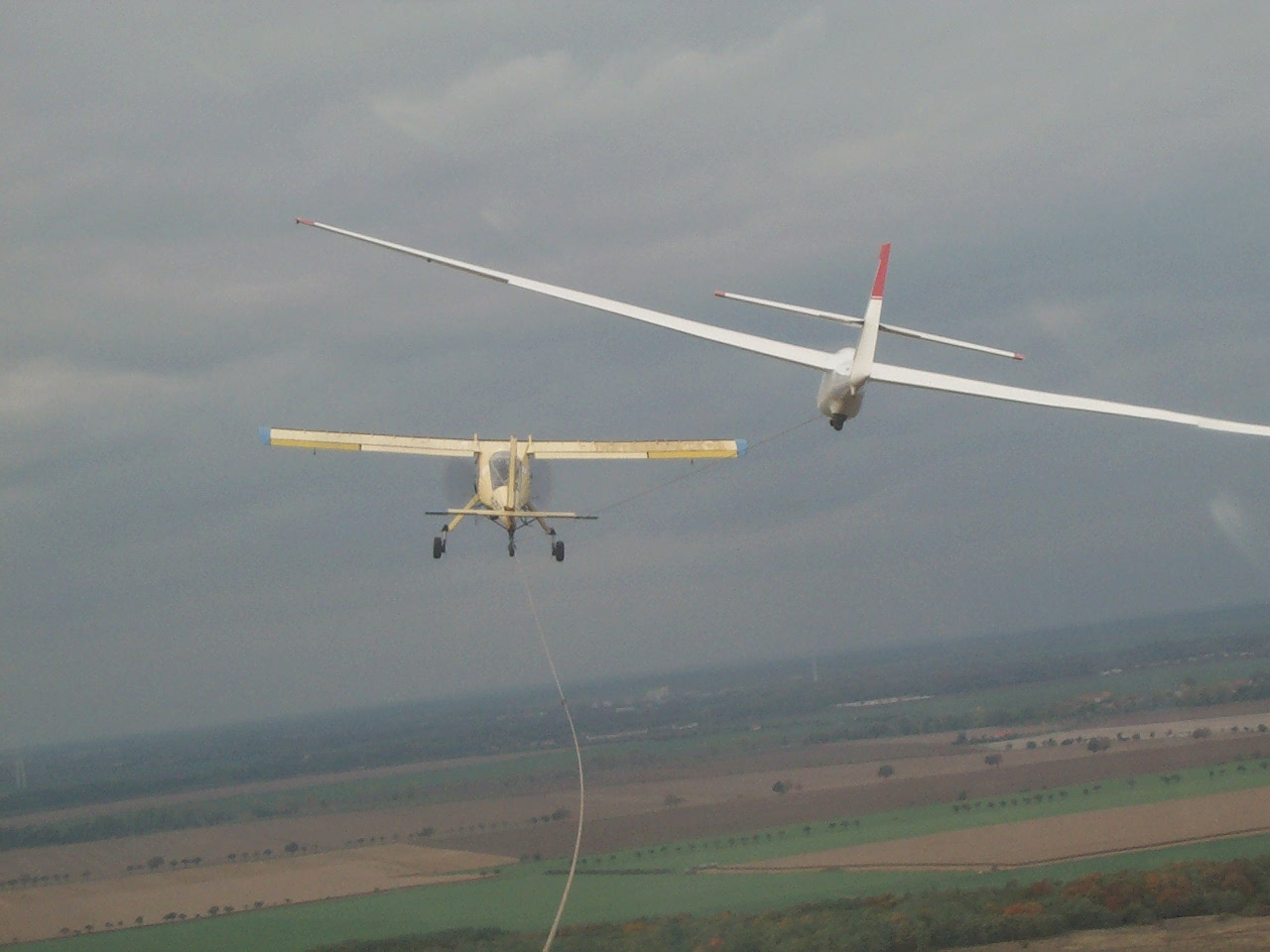
Doppelschlepp aus der Sicht des hinteren Flugzeuges

Beim selten angewendeten Doppelschlepp werden zwei Segelflugzeuge an verschieden langen Schleppseilen hinter einem Schleppflugzeug geschleppt. Sie staffeln sich während des Schlepps seitlich und in der Höhe. Das vordere Segelflugzeug hebt zu erst ab und steigt leicht seitlich zum Schleppflugzeug entgegen der Windrichtung (also mit dem Seitenwind). Das hintere Flugzeug fliegt seitlich versetzt in Luv-Richtung (in den Seitenwind). Ein Doppelschlepp stellt für die Segelflugpiloten eine hohe Arbeitsbelastung im Cockpit dar. Deshalb ist in Deutschland eine Erfahrung von mindestens 50 Flugzeugschleppstarts Voraussetzung für einen Doppelschlepp.

### Doppelschlepp, Troika-Schlepp und Mehrfachschlepp
Es gibt darüber hinaus auch noch die Varianten mit mehreren Flugzeugen, die im Zweiten Weltkrieg für Lastensegler angewendet wurde. Dabei zogen drei Messerschmitt Bf 110 eine Messerschmitt Me 321. Dieses Schleppverfahren nannte man Troika-Schlepp. Da es sehr unfallträchtig war, wurde es bald aufgegeben.

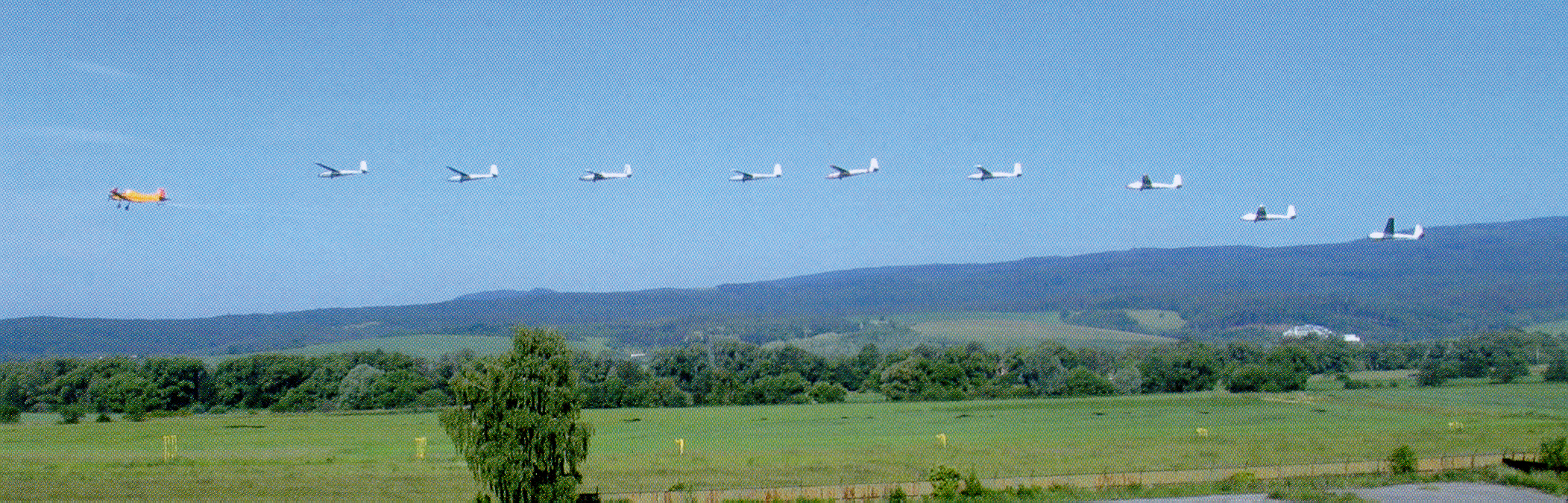
Neun Blaník, geschleppt von einer Z-137 T

Ebenfalls können zwei oder drei Segler hinter einem Schleppflugzeug gezogen werden, beispielsweise drei SZD-30 Piraten hinter einer Wilga oder sogar fünf Piraten hinter einer Antonow An-2. 2006 wurde in der Slowakei ein Schlepp von neun L-13 Blanik hinter einer Z-137 T durchgeführt. Ebenfalls wurden in der UdSSR in den 1930er Jahren mit einem zweimotorigen TB-1-Bomber bis zu neun Segelflugzeuge geschleppt.

## Fangschlepp

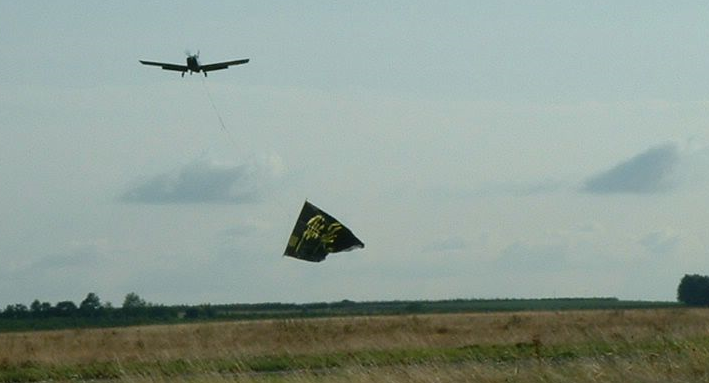
Fangschlepp kurz nach der erfolgreichen Aufnahme des Werbebanners

Relativ gebräuchlich ist auch der Fangschlepp, bei dem der zu schleppende Gegenstand (Schleppbanner oder früher auch Lastensegler) von einem fliegenden Flugzeug aufgenommen wird. Hierzu wird das am Boden liegende Schleppseil in einer Schlaufe ausgelegt und locker zwischen zwei Masten gehängt, während das Schleppflugzeug nur über ein kurzes Seil mit einem Haken zur Aufnahme des am Boden liegenden Schleppseils verfügt. Hierbei entstehen horizontale Beschleunigungen von über 2g, und damit höher als beim Gummiseilstart. Um den Start zu dämpfen, werden entweder am Schleppseil plastisch verformbare Elemente angebracht, oder das Seil wird von einer gebremsten Seiltrommel abgespult. Ähnlich wie bei einem unelastischen Stoß muss ein Teil der kinetischen Energie in innere Energie umgewandelt werden, entweder als plastische Deformation durch das Seil, oder als Reibungswärme durch eine gebremste Trommel. Ein elastisches Schleppseil wäre nicht geeignet, weil das Zusammenziehen nach dem Start das Segelflugzeug vor die Schleppmaschine schleudern könnte.
Eine von der Luftwaffe erprobte Methode zur Bergung von DFS-230-Lastenseglern war der sogenannte Fangschleppkasten. Hierbei wurden in einem Holzkasten unterschiedlich starke Zwischenböden aus Sperrholz angebracht, zwischen denen das Schleppseil s-förmig eingelegt war. Bei der Spannung des Seils wurden diese Zwischenböden nacheinander zerstört und bauten so die Energie ab.
Der Fangschlepp war eine der wenigen Möglichkeiten, Lastensegler aus kurzen Feldern zu schleppen und wurde für Segelflugzeuge bis kurz nach dem Zweiten Weltkrieg betrieben. Am Ende der Entwicklung war der Fangschlepp soweit ausgereift, dass er zeitweise sogar für Schulungsflüge eingesetzt wurde.

## Hubschlepp
Bei den meisten Flugzeugschlepps kann das Segelflugzeug bei geringerer Geschwindigkeit als die Schleppmaschine fliegen und hat eine hochwertigere Tragfläche. Ein Schleppzug ist möglich, bei dem sich das Segelflugzeug über der Schleppmaschine befindet und durch das Seil einen Teil ihres Gewichts übernimmt. Dabei werden beide Luftfahrzeuge am Schwerpunkt verbunden und das Segelflugzeug fliegt ähnlich wie ein Drachen 10–20 m über der Schleppmaschine, leicht nach hinten versetzt. Mit dieser Technik kann die Schleppmaschine früher abheben, weil ein Teil des Auftriebs durch den geschleppten Segler erzeugt wird, und schneller steigen, weil das Segelflugzeug eine bessere Gleitzahl hat, sodass es den übernommenen Auftrieb mit einem geringeren Widerstand erzeugen kann. Besonders günstig ist der Hubschlepp, wenn die Schleppmaschine an der Beladungsgrenze fliegt und somit beim normalen Schlepp mit einem ungünstig hohen Anstellwinkel fliegen würde.
Die theoretischen Grundlagen dieser Schleppart wurden 1941 von Nils Hiorch veröffentlicht und von der Akaflieg München weiterentwickelt; die ersten Schleppversuche wurden 1944 mit einer Klemm Kl 25 und einer Mü 17 durchgeführt. Weitere Entwicklungen entstanden beim Schlepp des Lastenseglers DFS 230 mit einer Junkers Ju 87 B-1. Bei vielen Flügen war das Segelflugzeug so stabil, dass es ausreichend war, entweder die Schleppmaschine oder das Segelflugzeug zu steuern. Im Vergleich zum traditionellen Schlepp der DFS 230 mit der Ju 87 war die Steigrate im Hubschlepp etwa doppelt so hoch (5–7 m/s gegen 2–3 m/s). Außerdem verbesserten sich mit dem Hubschlepp die Gipfelhöhe, die Reichweite und die Höchstgeschwindigkeit.

## Tragschlepp
Der Tragschlepp ist quasi die Umkehrung des Hubschlepps. Das zu schleppende Fluggerät hat seitlich des Schwerpunktes zwei Schleppkupplungen auf der Flügeloberseite. Das Schleppflugzeug verfügt auf der Unterseite über gleiche Kupplungen. Das Schleppflugzeug hebt zuerst ab und beginnt einen flachen Steigflug, während das geschleppte Flugzeug in einer Position unterhalb des Schleppflugzeuges gezogen wird. Ab einem gewissen Seilwinkel trägt dann das Schleppflugzeug das geschleppte Gerät mit nach oben. Verwendet wurde dieses Verfahren in der Kombination He 111/Ba 349 „Natter“, wobei die He 111 die bei dieser Fluggeschwindigkeit noch flugunfähige „Natter“ nach oben trug. Auch ein kontrolliertes Landen ist mit diesem Verfahren möglich. Hat das geschleppte Gerät sicher aufgesetzt, wird ausgeklinkt und das Schleppflugzeug macht eine normale Landung.

## Seillose Schleppverfahren

### Deichselschlepp
Beim Deichselschlepp wird an dem zu schleppenden Flugzeug eine Deichsel des Schleppflugzeuges eingehakt, ähnlich wie ein LKW-Anhänger an seinen LKW. Damit wurden auch F-Schlepps in Blindflug oder Nachtflug durchgeführt (Kombination Ju 52/DFS 230).

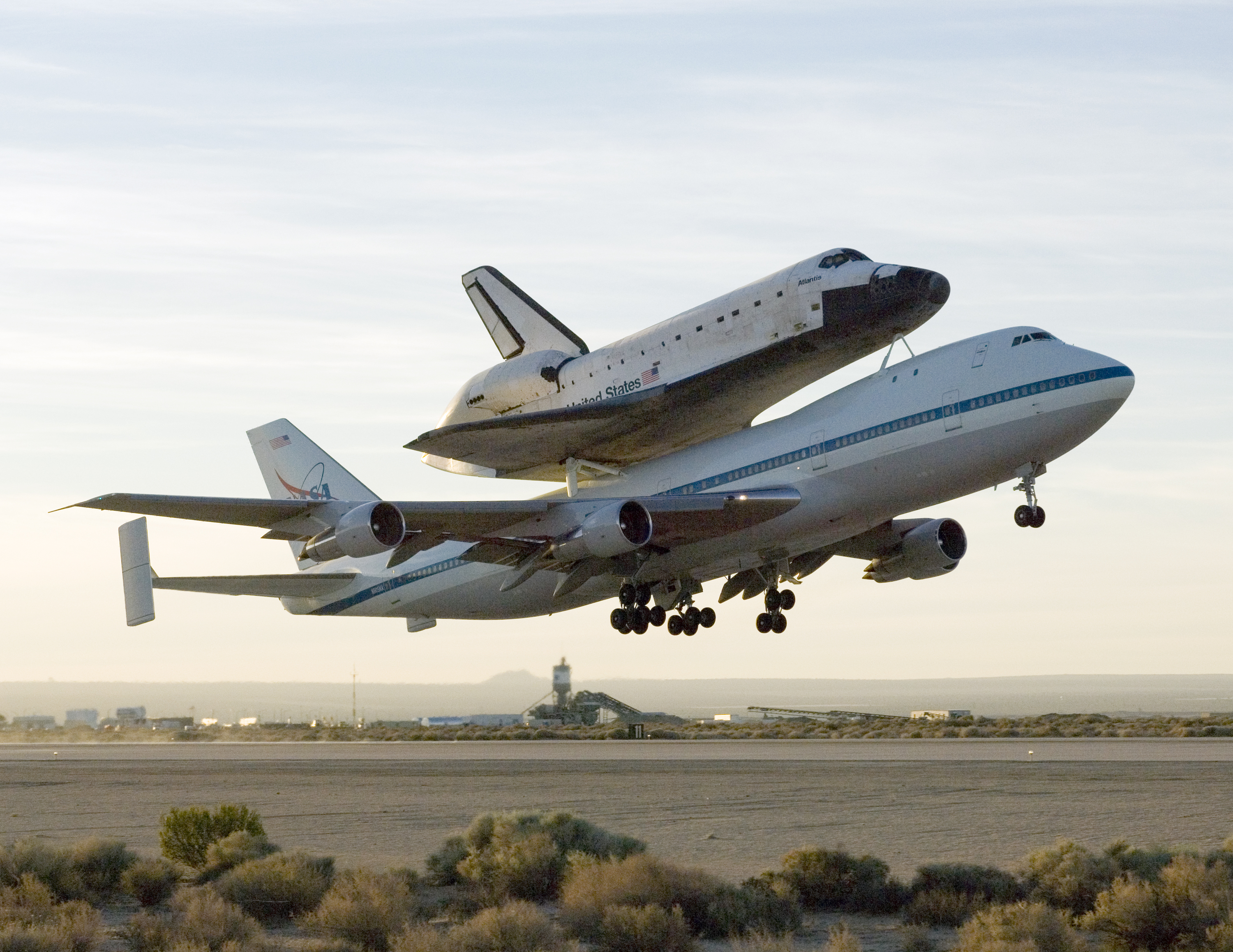
Huckepackschlepp eines Space Shuttles

### Huckepackschlepp
Beim Huckepack- oder Mistelschlepp wird das zu schleppende Flugzeug mit einer mechanischen Vorrichtung an dem Schleppflugzeug befestigt. Der erste Start eines Huckepackgespanns fand am 17. Mai 1917 in England statt. Dabei wurde von einer Porte I Baby eine Bristol Scout C in die Luft geschleppt und erfolgreich getrennt.
Im Zweiten Weltkrieg entstanden so nach erfolgreichen Versuchen bei der DFS die Mistel-Gespanne. Dazu zählten Flugversuche, bei denen die schleppende Maschine auf dem Segler oder dem zu schleppenden Flugzeug befestigt wurde, z. B. eine Kl 35 oder eine Fw 56 „Stößer“ auf dem Lastensegler DFS 230.
Diese Konstruktionen waren flugfähig, aber nicht eigenstartfähig, so dass sie von einer zusätzlichen Schleppmaschine am Seil gestartet wurden. Später wurde eine Bf 109 E aufgesetzt, die über genügend Leistung verfügte, um die Kombination aus eigener Kraft zu starten. An einer TB-3 wurden in den 1930er Jahren bis zu fünf Jagdflugzeuge befestigt (Projekt Sweno). Die NASA benutzte diese Methode, um ihre Space Shuttle mit einer umgebauten Boeing 747 zu schleppen. Die UdSSR nutzte für ihre Buran-Fähre ebenfalls dieses Verfahren.
In den 1920er und 1930er wurde der Huckepackschlepp auch mit Luftschiffen versucht. Die ersten Versuche wurden im Jahr 1917 mit dem Luftschiff L 35 (LZ 80) durchgeführt. Diese Schleppart wurde dann in Deutschland, England und den USA etwas mehr als ein Jahrzehnt lang sowohl mit Segelflugzeugen als auch mit Motorflugzeugen praktiziert. Nach dem Unfall des LZ 129 „Hindenburg“ fanden keine weiteren Schlepps an Luftschiffen statt.
Vorteil des Huckepackschlepps ist es, entweder die Reichweite der geschleppten Flugzeuge zu erweitern oder eigenstartunfähige Flugzeuge zu betreiben.